# رقیه امیری
رقیه امیری (زاده ۲۷ آذر ۱۳۸۰ در زنجان) یک بازیکن بسکتبال با ویلچر اهل ایران است و در تیم ملی عضویت دارد. او در کارنامه تجربه کسب مدال طلا در مسابقات قهرمانی آسیا را دارد و همچنین توانسته در مسیر کسب سهمیه حضور در مسابقات جهانی به مدال برنز دست پیدا کند.
امیری در مسابقات قهرمانی آسیا در سال ۲۰۱۷ توانست در تیم منتخب قرار گیرد و در مسابقات کسب سهمیه جهانی که در سال ۲۰۲۲ برگزار شد هم او در تیم منتخب قرار گرفت. رقیه امیری تجربه خانم گلی و کسب عنوان امتیازآورترین بازیکن را هم در مسابقات قهرمانی کشور دارد و در پست گارد و سنتر به میدان می‌رود.
او همراه با تیم ملی بسکتبال با ویلچر ایران در بازی‌های پارآسیایی هانگژو به مقام چهارم رسید.

## افتخارات
- مدال طلا مسابقات قهرمانی آسیا[۱۹][۲۰][۲۱]
- مدال نقره مسابقات قهرمانی آسیا
- مدال برنز مسابقات کسب سهمیه جهانی
- حضور در بازی‌های پارآسیایی هانگژو[۲۲][۲۳] و کسب مقام چهارم[۲۴]
- ستاره بازی‌ها در مسابقات آسیایی تایلند (All Star)
- ستاره بازی‌ها در مسابقات کسب سهمیه جهانی (All Star)